# High Field Magnet Laboratory

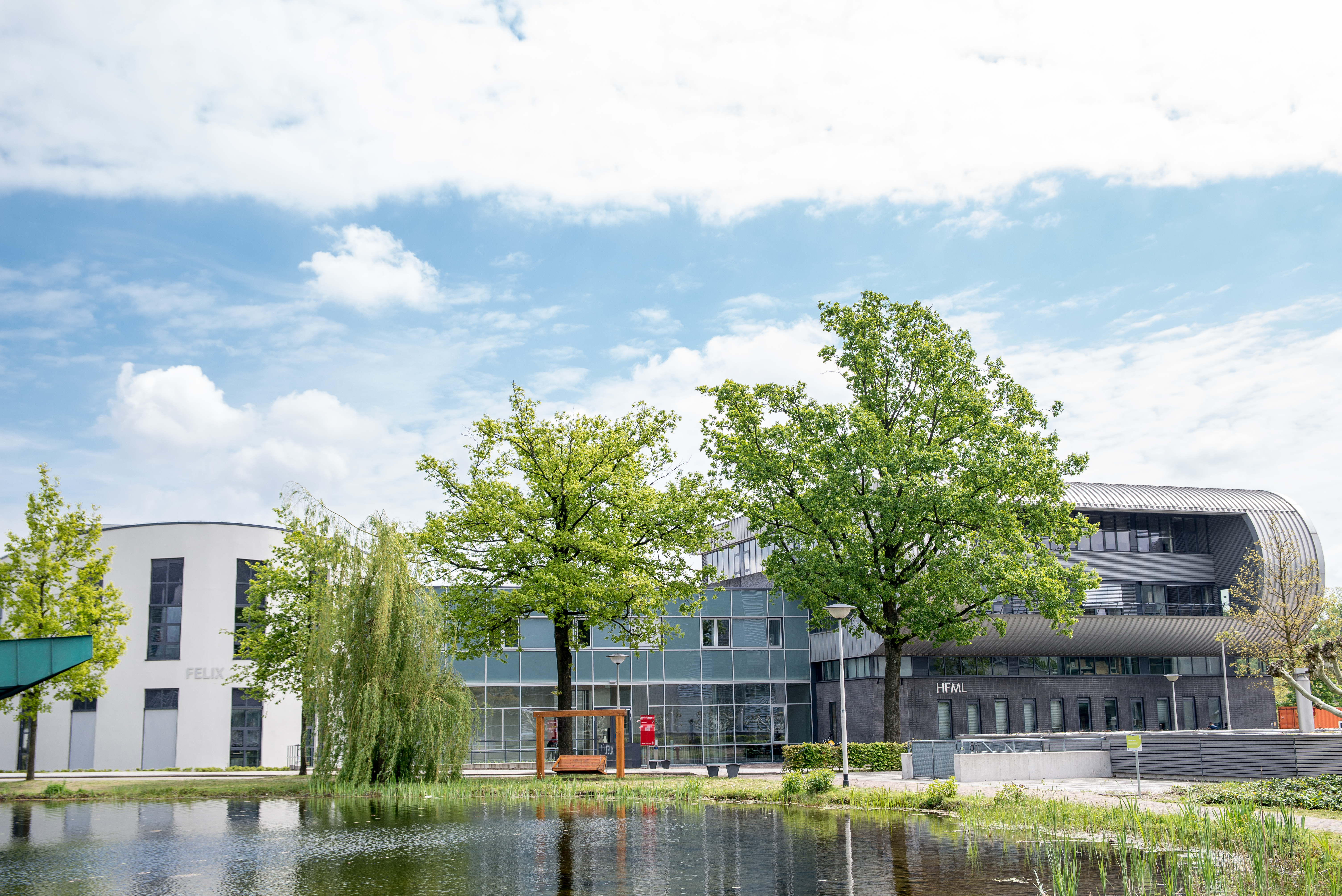
Het High Field Magnet Laboratory (HFML)

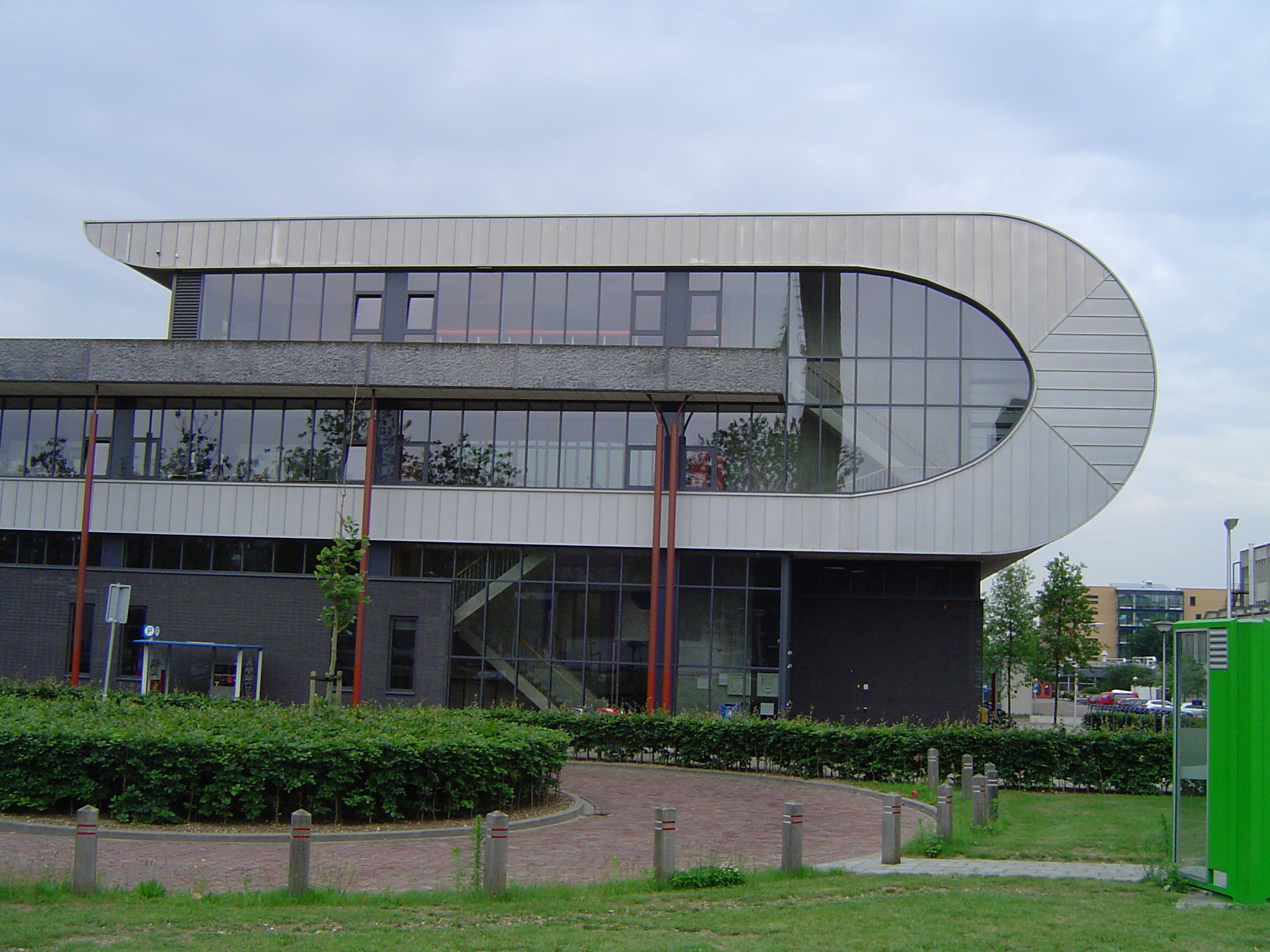

Het High Field Magnet Laboratory, vaak kortweg HFML genoemd vormt samen met FELIX onderzoeksfaciliteit HFML-FELIX van de Radboud Universiteit en de Institutenorganisatie van NWO in de Nederlandse stad Nijmegen. Het laboratorium beschikt over zeer sterke magneten die worden gebruikt voor baanbrekend wetenschappelijk onderzoek. De extreme omstandigheden in een magneet brengen verrassende eigenschappen van materialen aan het licht. De hoge magneetvelden maken het bovendien mogelijk voor onderzoekers om in materialen te kijken zonder ze kapot te maken.
In het in 2003 geopende laboratorium doen wetenschappers van over de hele wereld onderzoek met behulp van hoge magneetvelden, bijvoorbeeld naar supergeleiding: een toestand waarin stroom zonder enige weerstand door metaal heenloopt, wat interessant is voor nieuwe elektronica. Een ander voorbeeld is de ordening van moleculen: in een magneetveld lijnen lange moleculen die normaal door elkaar heen gekronkeld liggen, netjes naast elkaar uit. HFML-onderzoekers bekijken hoe de moleculen gerangschikt zijn, en wat voor effect dit heeft op eigenschappen als geleiding.
Het HFML is gerealiseerd door gezamenlijke investeringen van de Radboud Universiteit en FOM. Het is een mede door de Europese Unie gefinancierde internationale onderzoeksfaciliteit en maakt deel uit van het European Magnetic Field Laboratory, kortweg EMFL: het Europese samenwerkingsverband van magnetenlaboratoria in Dresden, Grenoble, Toulouse en Nijmegen.

## Nobelprijs-onderzoek
In 2010 wonnen Andre Geim en Konstantin Novoselov de Nobelprijs voor de Natuurkunde voor de ontdekking van grafeen, een laagje koolstof van één atoom dik. Grafeen wordt inmiddels gezien als een veelbelovend materiaal voor elektronica.
Een ander HFML-experiment is dat van de zwevende kikker. Net als mensen zijn kikkers diamagnetisch: ze kunnen in extreme velden magnetisch worden. Het lukte natuurkundige Andre Geim om met magnetische velden van het HFML de zwaartekracht als het ware op te heffen en een kikker te laten zweven. Zo kunnen wetenschappers op aarde gewichtloosheid nabootsen, iets waar normaal een space shuttle of ruimteraket voor nodig is. Voor dit onderzoek won Geim een aantal jaar voordat hij de echte Nobelprijs won de IgNobelprijs, voor onderzoek dat je eerst aan het lachen maakt en dan aan het denken zet.

## Magneetvelden maken
Om hoge magneetvelden op te wekken is veel stroom nodig. Naast een onderzoeksomgeving heeft het HFML daarom ook een kracht- en watercentrale en een koelinstallatie. Het HFML heeft 20.000.000 watt vermogen beschikbaar voor de magneten, vergelijkbaar met het energieverbruik van ongeveer 10.000 huishoudens. Om die capaciteit veilig en gelijkmatig aan te kunnen voeren, heeft het gebouw een eigen aansluiting op het hoogspanningsnet. Tijdens het gebruik van de magneten warmen hun koperen platen razendsnel op. De watercentrale en koelinstallatie zorgen voor continu koud water dat met 140 liter per seconde door kleine gaatjes in de magneet stroomt, om te voorkomen dat de platen smelten.

## Wereldrecord
Het HFML beschikt over vijf magneten, variërend van 30 tot 37,5 tesla in sterkte. In 2014 zette het laboratorium een wereldrecord met een continu magneetveld van 38 tesla. Dat is ongeveer een miljoen maal sterker dan het magneetveld van de aarde op de evenaar, 8.000 keer sterker dan een standaard koelkastmagneetje en een factor 10 sterker dan wat in een MRI-scanner wordt gebruikt.
Momenteel werken de onderzoekers, ingenieurs en technici van het HFML aan een nog sterkere hybride magneet van 45 tesla, met een koperen binnenspoel en een supergeleidende buitenspoel.